# Crasna (rezervație peisagistică)
Crasna (în ucraineană Красноїльський заказник) este o rezervație peisagistică de importanță locală din raionul Storojineț, regiunea Cernăuți (Ucraina), situată la vest de orașul Crasna. Este administrată de „Silvicultura Storojineț”.
Suprafața ariei protejate constituie 1.129 hectare, fiind creată în anul 2006 prin decizia comitetului executiv regional. Statutul a fost atribuit conservării păduriror din ramura Pocuția-Bucovina a Carpaților, cu valoroase păduri, pajiști și mlaștini cu o bogată compoziție floristică. Au fost identificate 15 specii de plante enumerate în Cartea Roșie a Ucrainei.